# La poseída
La poseída es una telenovela chilena de género terror y drama producida y transmitida por Televisión Nacional de Chile durante el primer semestre de 2015. 
Protagonizada por Luciana Echeverría, Jorge Arecheta, Marcelo Alonso y Amparo Noguera. Con Francisco Melo y Alicia Rodríguez en los roles antagónicos. Acompañados por Patricia Rivadeneira, Antonia Zegers, Daniela Ramírez, Tiago Correa, Francisca Gavilán, César Sepúlveda, Ignacia Baeza, Emilia Noguera, entre tantos otros.
La idea original es basada en el libro La Endemoniada de Santiago de Patricio Jara, que retrata el caso de Carmen Marín, el primer caso comprobado de exorcismo en Santiago de Chile a finales del siglo XIX.
La poseída se estrenó en televisión el domingo 17 de mayo de 2015. La serie es transmitida en Latinoamérica y el mundo por señal internacional de la cadena original, TV Chile.

## Argumento
Carmen Marín (Luciana Echeverría), es una joven de 16 años, que a una corta edad comenzó a sufrir extraños sucesos, actuó de forma rara, intentó matar a su hermano Pedro (Gabriel Cañas). Y debido a esto, su madre, la famosa prostituta Rosa Carreño (Francisca Gavilán), no tuvo otra opción y optó por llevarla con Sor Juana (Amparo Noguera) al convento que dirige. En ese lugar, Carmen no tuvo más ataques y su calma volvió. Han pasado 6 años y Carmen no ha tenido otro ataque; pero una noche una de sus compañeras la ahoga en un armario y le corta el cabello como una "broma".
Desde ese día, la joven ha sufrido una serie de ataques que para todos en el convento, son ataques de Satanás.  Del caso de la muchacha se encargará un exmilitar de la Guerra del Pacífico, ahora convertido en sacerdote, el padre Raimundo Zisternas (Marcelo Alonso), quién cree que todo eso es culpa del diablo. Pero también está el joven doctor recién llegado de sus estudios en Europa, Gabriel Varas (Jorge Arecheta), quien cree profundamente que es un trastorno psicológico y que debe ser tratado mediante la ciencia. Sin otra cosa por hacer, la muchacha se verá atraída por estos dos hombres que tratan de ayudarla.
En medio del revuelo público por la supuesta posesión demoníaca de la joven, el hermano mayor de Gabriel y comisario de policía, Vicente Smith (Tiago Correa), comenzará a investigar la muerte de un sacerdote a quien encuentran rodeado de símbolos satánicos. Así, con la ayuda de su viejo compañero en la guerra, el padre Raimundo, irá descubriendo poco a poco pistas que lo llevarán a sospechar de uno de los hombres más poderosos de Chile, el aristócrata y aspirante a la presidencia, Eleodoro Mackenna (Francisco Melo), cuya hija Luisa (Emilia Noguera), está comprometida para casarse con Gabriel.

## Elenco
Elenco original
| Actor                | Personaje                     |
| -------------------- | ----------------------------- |
| Luciana Echeverría   | Carmen Marín Carreño          |
| Jorge Arecheta       | Gabriel Varas                 |
| Marcelo Alonso       | Raimundo Zisternas            |
| Amparo Noguera       | Juana Carreño                 |
| Francisco Melo       | Eleodoro Mackenna             |
| Patricia Rivadeneira | Ernestina Riesco              |
| Antonia Zegers       | Asunción Mackenna             |
| Francisca Gavilán    | Rosa Carreño                  |
| Tiago Correa         | Vicente Smith                 |
| Daniela Ramírez      | Micaela Rojas                 |
| César Sepúlveda      | Joaquín Orrego                |
| Ignacia Baeza        | María de Los Ángeles Urmeneta |
| Óscar Hernández      | Bernardo Urmeneta             |
| Emilia Noguera       | Luisa Mackenna                |
| Diego Ruiz           | Melchor Mackenna              |
| Alicia Rodríguez     | Vitalia Mackenna              |
| Magdalena Müller     | Adela Soto                    |
| Gabriel Cañas        | Pedro Faúndez                 |
| Taira Court          | Beatriz Alemparte             |
| Francisco Ossa       | Alfredo Gutiérrez             |
| Gabriela Arancibia   | Guacolda Paillán              |
| Constanza Contreras  | Teresita Cousiño              |
| Camila Roeschmann    | Elena Subercaseaux            |
| Camila Leyva         | Matilde Echeñique             |
| Mireya Sotoconil     | Sor Encarnación               |
| Agustín Canales      | Ignacio Orrego Urmeneta       |
| Vicente Ortíz        | Salvador Rojas Rojas          |

Aparición especial
| Actor             | Personaje                |
| ----------------- | ------------------------ |
| María Elena Swett | Olimpia Ruiz             |
| Hugo Medina       | Cardenal José María Leal |

## Participaciones
- Pablo Ausensi como Padre Félix Soriano.
- Andrés Gormaz como Emiliano Edwards.
- Álvaro Pacull como Senador Vicuña.
- Daniel Antivilo como Soldado Madariaga.
- Natalia Valladares como Jazmín.
- Francisco Celhay como Quinteros.
- Hugo Vásquez como Prefecto Raúl Espinoza.
- Guilherme Sepúlveda como Predicador.
- Carlos Martínez Muñoz como Intendente de Santiago

## Banda sonora
| Intérprete                         | Tema               | Personaje(s)                    | Actor(es)                           |
| ---------------------------------- | ------------------ | ------------------------------- | ----------------------------------- |
| Luciana Echeverría                 | «Ave María»        | Tema central                    | Tema central                        |
| Mariano Verdugo                    | Dolor De Amores    | Carmen y Gabriel                | Luciana Echeverría y Jorge Arecheta |
| Fernando Milagros                  | «Reina Japonesa»   | Gabriel y Luisa                 | Jorge Arecheta y Emilia Noguera     |
| Fernando Milagros                  | «Av. Peru»         | Adela y Pedro                   | Magdalena Müller y Gabriel Cañas    |
| Sandro                             | «Porque yo te amo» | Micaela y Melchor               | Daniela Ramírez y Diego Ruiz        |
| Luciana Echeverría y Gabriel Cañas | «La poseída»       | Tema de cierre (Capítulo final) | Tema de cierre (Capítulo final)     |

## Rodaje
Las grabaciones partieron la mañana del lunes 30 de marzo.
Las filmaciones partieron en las dependencias del Cementerio General, en la comuna de Recoleta. La producción contó con unos 60 extras, además del elenco compuesto de 25 actores y un equipo de más de 70 personas detrás de cámaras.
La teleserie, bajo la producción ejecutiva de Rodrigo Sepúlveda, es protagonizada por Luciana Echeverría, Jorge Arecheta, Marcelo Alonso, Amparo Noguera y Francisco Melo.

## Promoción
El miércoles 1 de abril, después de 24 horas central, se estrenó el nuevo spot de La Poseída. La pieza audiovisual, dirigida por el cineasta Pablo Larraín y realizada en conjunto por la agencia Porta y la Gerencia de Marketing de TVN, Eleodoro Mackenna (Francisco Melo) cuenta la historia que enfrenta a la ciencia y la religión por descubrir unos extraños ataques de irreverencia y sexualidad que sufre la joven Carmen Marín (Luciana Echeverría).

## Premios y nominaciones
| 2015 | Copihue de Oro   |                          |                         |          |
| 2015 | Copihue de Oro   | Mejor serie o teleserie  | Mejor serie o teleserie | Nominada |
| 2015 | Copihue de Oro   | Mejor actriz             | Luciana Echeverría      | Nominada |
| 2015 | Copihue de Oro   | Mejor actor              | Francisco Melo          | Nominado |
| 2016 | Premios Caleuche |                          |                         |          |
| 2016 | Premios Caleuche | Mejor actriz protagónica | Amparo Noguera          | Ganadora |
| 2016 | Premios Caleuche | Mejor actor protagónico  | Marcelo Alonso          | Nominado |
| 2016 | Premios Caleuche | Mejor actor protagónico  | Francisco Melo          | Nominado |
| 2016 | Premios Caleuche | Mejor actriz de reparto  | Emilia Noguera          | Nominada |

## Emisión internacional
- Panamá: Telemix Internacional.